# Microlejeunea bullata
Microlejeunea bullata là một loài Rêu trong họ Lejeuneaceae. Loài này được (Taylor) Stephani mô tả khoa học đầu tiên..